# Mount Goliath

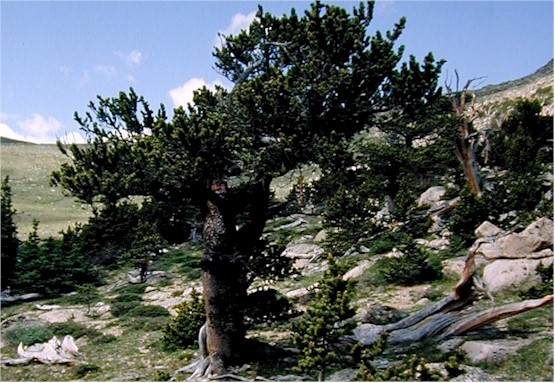
Pinus aristata en la línea arbolada de las Montañas Rocosas de Colorado.

El Mount Goliath es un jardín botánico satélite del Jardín Botánico de Denver y una zona de vegetación alpina y subalpina preservada que se encuentra en el interior del Arapaho National Forest, Colorado.

## Localización
Tomar la salida 240 de la I-70 en Idaho Springs y torcer a la izquierda a la altura de la señal de stop. Seguir la « Highway 103 » por dirección hacia el sur hasta encontrar el « Echo Lake », tomar la « Highway 5 » (the Mount Evans Byway) y tomar la salida en el aparcamiento que hay antes de llegar a la estación de servicio. Se pueden comprar guías de los senderos en el quiosco "Mount Evans Scenic Byway" que se encuentra adyacente al aparcamiento. 
Se encuentra localizado a unas 17 millas de Idaho Springs, y dentro de la Arapaho National Forest.

## Historia
El Mount Goliath (Monte Goliat), es un pico de montaña en la zona del Mount Evans (Monte Evans), que es accesible por la senda del « M. Walter Pesman Trail » 
Esta senda y área circundante fueron declarada zona preservada para conservar las plantas silvestres subalpinas y las áreas alpinas de este frágil ecosistema de tundra alpina, siendo administrado por el Jardín Botánico de Denver como un jardín botánico satélite. 

## Colecciones
Junto a los últimos Pinus aristata con sus troncos esculpidos por el viento, que se encuentran en la línea arbolada, que da paso a la vegetación herbácea subalpina y alpina que adorna el Monte Goliat.
La vegetación se puede admirar en todo su esplendor de los ciclos vitales de la tundra alpina y la belleza intensa de un jardín natural durante solamente unos 40 días libres de heladas, que coinciden con finales de la primavera y el verano. 
Se pueden admirar tesoros como la « no meolvides alpina » (Myosotis), Silene acaulis, diversas especies de Primulas, Penstemon debilis, Castilleja sp., Campanulas sp., Claytonia. . .
Estos son unos senderos llenos de contrastes, con vistas rocosas impresionantes de la montaña y de los picos que la dividen; tesoros florales de la tundra alpina; viejos pinos aristata; vientos fríos de la cumbre; y brisas apacibles del verano que proporcionan una experiencia educativa en una de las áreas naturales más hermosas de Colorado.